# Уинг-Ривер (тауншип, Миннесота)
Уинг-Ривер (англ. Wing River) — тауншип в округе Уодина, Миннесота, США. На 2000 год его население составило 430 человек.

## География
По данным Бюро переписи населения США площадь тауншипа составляет 93,3 км², из которых 93,3 км² занимает суша, а 0,1 км² — вода (0,06 %).

## Демография
По данным переписи населения 2000 года здесь находились 430 человек, 166 домохозяйств и 122 семьи.  Плотность населения —  4,6 чел./км².  На территории тауншипа расположено 196 построек со средней плотностью 2,1 построек на один квадратный километр. Расовый состав населения: 98,84 % белых, 0,23 % афроамериканцев, 0,23 % коренных американцев, 0,70 % — других рас США. Испанцы или латиноамериканцы любой расы составляли 0,70 % от популяции тауншипа.
Из 166 домохозяйств в 30,1 % воспитывались дети до 18 лет, в 66,9 % проживали супружеские пары, в 4,2 % проживали незамужние женщины и в 26,5 % домохозяйств проживали несемейные люди. 22,3 % домохозяйств состояли из одного человека, при том 10,2 % из — одиноких пожилых людей старше 65 лет. Средний размер домохозяйства — 2,59, а семьи — 3,05 человека.
25,1 % населения — младше 18 лет, 8,1 % — в возрасте от 18 до 24 лет, 21,4 % — от 25 до 44, 29,5 % — от 45 до 64, и 15,8 % — старше 65 лет. Средний возраст — 42 года. На каждые 100 женщин приходилось 102,8 мужчин.  На каждые 100 женщин старше 18 приходилось 109,1 мужчин.
Средний годовой доход домохозяйства составлял 35 469 долларов, а средний годовой доход семьи —  39 063 доллара. Средний доход мужчин —  29 375  долларов, в то время как у женщин — 26 250. Доход на душу населения составил 13 634 доллара. За чертой бедности находились 3,7 % семей и 7,3 % всего населения тауншипа, из которых 9,9 % младше 18 и 5,5 % старше 65 лет.